# جوليان ريفيرو
جوليان ريفيرو (بالإنجليزية: Julian Rivero) هو ممثل أمريكي، ولد في 25 يوليو 1890 في الولايات المتحدة، وتوفي في 24 فبراير 1976 بهوليوود في الولايات المتحدة.

## أعمال

### أفلام
- (1955) شرق عدن[4][5][6]

## وصلات خارجية
- جوليان ريفيرو على موقع IMDb (الإنجليزية)
- جوليان ريفيرو على موقع أول موفي (الإنجليزية)
- جوليان ريفيرو على موقع قاعدة بيانات الأفلام السويدية (السويدية)
- جوليان ريفيرو على موقع قاعدة بيانات الفيلم (الإنجليزية)